# Шуа Агві
Шуа Агві (груз. შუა აღვი) — село в Грузії.
За даними перепису населення 2014 року в селі проживає 43 особи.